# الولادة القيصرية بناء على طلب الأم
مفهوم «الولادة القيصرية بناءً على طلبِ الأم» يقصد به أن تطلب الأم اللجوء للولادة القيصرية دون ضرورة طبية. وهذا المفهوم غير معترف به في الرعاية الصحية وبالتالي عندما يحدث ذلك لا توجد آليات للإبلاغ عنه للبحث أو التمييز في الفواتير الطبية.
وقد أصبح إجراء العمليات القيصرية أكثر أمانًا في القرن الماضى، فتوسعت قائمة الأسباب الطبية لاختيار الولادة القيصرية بدلاً من الطبيعية، ويُمكن اعتبار طلب إجراء الولادة القيصرية امتدادًا لهذا التطور ويتم إجراء العملية القيصرية الاختيارية على أساس بعض الأسباب الطبية؛ ومع ذلك فإن رغبة الأم هي العامل الحاسم لوضع الولادة.
وقد يكون اللجوء للولادة القيصرية من اقتراح الأم أو طبيب التوليد، وغالبًا ما يكون ذلك نتيجة  لتغيُر الوضع الطبي للأم أو الرضيع.
ويتمِ استخدام المُصطلح من قِبل الصحافة وعلى شبكةِ الإنتِرنت بِعدة طُرق مُختلفة، ولكن يمكن اعتبار إجراء أي عملية قيصرية غير طارئة على إنها اختيارية. وتُشير وَسائِل الإعلام الشعبية إلى أن العديد من النساءِ يخترِن العمليات القيصرية اعتقاداً منهن أنها حل عملي أكثر.
وقد مكَّن الرأي الأخلاقي القائل «بأن المرأة لها الحق في إتخاذ القرارات المتعلقة بجسدِها» المرأة من اختيار طريقِة وِلادة طِفلها. وقد أضافت الأضرار التي تلحق بأعضاء المرأة التناسلية بسبب الولادة المهبلية بُعداً جديداً لهذه المُشكِلة؛ مثل مشاكل استرخاء الأربِطة التي تُثبت أعضاء الحوض وسلس البول.

## الانتشار
بدأِت حركة «الولادة القيصرية بناءً على طًلبِ الأُمُ» في البرازيلِ؛ حيث حوالى 4 إلى 18٪ من إجمالىِ العمليات القيصرية تتم بناءً على طلب الأم. وتم التأكيد على عالمية ظاهرة الولادة القيصرية بناءً على طلب الأُمُ من خلال دراسة أظهرت أن حوالي 20٪ من النساء في جنوب شرق الصين اخترن الولادة القيصرية، وعلى نحوِ مُتزايد يتم إجراء العمليات القيصرية في غياب الضرورة الطبية بناءً على طلبِ المريضة، وقد أُستُخدم مُصطلحات مثل «الولادة القيصرية بناءً على طلب الأم» و «العملية القيصرية الاختيارية المخططة» لوصف ذلك.
ويتم إجراء العمليات القيصرية في بعضِ الحالات لأسباب أُخرى غيرِ الضرورة الطِبية ويُمكن أن تختلف هذه الحالات مع وجودِ تمييز رئيسي بين الأسبابِ التي تركز على المستشفىِ أو الطبيبِ والأسباب التي تركز على الأمِ. ويَخشى نُقاد تلك الظاهرة من لجوء الأطباء لإجراء العملية القيصرية في بعضِ الحالات لأنها مُربحة للمستشفىِ، أو لأن الولادة القيصرية السريعة أكثر ملاءمةٍ لطبيبِ التوليد من الولادة المِهبلية الطويلة، أو لأنه من الأسهلِ إجراء عملية جراحية في وقت محدد من الاستجابةِ لجدول الطبيعة في توليد طفل في ساعةِ غير محددة سلفًا. ويُمكن في بعضِ الأحيان النظر إلى «الولادةِ القيصرية بناءً على طلبِ الأم» كمِثالِ على الرعايةِ الصحية غير الضرورية.